# Lech Koziejowski
Lech Koziejowski, född 3 april 1949 i Warszawa, Polen, är en polsk fäktare som tog OS-brons i herrarnas lagtävling i florett i samband med de olympiska fäktningstävlingarna 1980 i Moskva.